# Pierre Mendès France
Pierre Mendès France (wym. [pjɛʁ mɑ̃dɛs fʁɑ̃s]; ur. 11 stycznia 1907 w Paryżu, zm. 18 października 1982 tamże) – francuski polityk.

## Młodość i początki kariery politycznej
Pochodził z żydowskiej rodziny rodem z Portugalii („Mendès de França”). Od wczesnej młodości miał poglądy socjalistyczne. W wieku 15 lat zdał maturę, zaś mając lat 21 został wpisany na listę adwokatów (studiował na uniwersytecie w Paryżu). Wstąpił do Partii Radykalnej, której ówczesnym przywódcą był Édouard Daladier. W roku 1932 został członkiem Zgromadzenia Narodowego (był wówczas najmłodszym deputowanym).
W roku 1936 został sekretarzem stanu ds. finansów w gabinecie Frontu Ludowego, pod przewodnictwem Leona Bluma.

## W czasie wojny i krótko po wyzwoleniu
W roku 1940 stanowczo opowiadał się przeciwko kapitulacji, a kiedy do władzy doszedł Philippe Pétain, Mendès France wraz z grupą deputowanych (wśród nich byli przyszły prezydent i jego kolega z rządu Bluma Vincent Auriol oraz Daladier) został zmuszony do powrotu do Francji, gdzie stanął przed sądem, który skazał go na karę więzienia. Uciekł jednak (używając nazwiska Jan Lemberg) wraz z grupą Polaków udających się na Kubę i nawiązał kontakt z przywódcą Wolnej Francji, generałem Charles’em de Gaulle’em. Szybko zawiązała się między nimi współpraca, a nawet coś w rodzaju wzajemnej sympatii. Mendès France służył początkowo w lotnictwie, a następnie został w roku 1943 komisarzem ds. finansów.
Po wyzwoleniu został ministrem finansów i gospodarki, ale ustąpił na skutek sporu z innym ministrem (i również przyszłym premierem) Rene Plevenem.

## Kariera w IV Republice
Mendès France został w wyborach roku 1947 wybrany członkiem Zgromadzenia Narodowego, odzyskując swoje przedwojenne miejsce. Od roku 1950 wyróżniał się jako zdecydowany krytyk francuskiego kolonializmu. Był przeciwnikiem wojny w Indochinach.

### Premier rządu Republiki
Mendès France został mianowany premierem i 18 czerwca 1954 roku uzyskał inwestyturę. Jego ministrem spraw wewnętrznych był François Mitterrand. Priorytetem Mendès France’a było zakończenie wojny w Indochinach. Cel ten osiągnął na konferencji w Genewie. Uregulował też kwestię Tunezji, nadając jej autonomię, co doprowadziło w kilka lat później do jej pełnej niepodległości.
Poniósł porażkę przy odrzuceniu przez Zgromadzenie (głównie głosami gaullistów i komunistów) projektu przystąpienia do Europejskiej Wspólnoty Obronnej, co zniweczyło całe przedsięwzięcie. Jego gabinet upadł w lutym 1955 roku. Obalony premier oświadczył wówczas: To, co dokonało się w kraju w ciągu tych siedmiu miesięcy, nie może zostać już zatrzymane. Robert Bielecki w swoim zbiorze szkiców o politykach francuskich pt. De Gaulle i inni rozdział poświęcony Mendès France'owi zatytułował „Jedyna nadzieja IV Republiki”. Nie ulega wątpliwości, że Mendès France odniósł poważne sukcesy, zwłaszcza w dziedzinie polityki zagranicznej. To on właściwie rozpoczął proces dekolonizacji. Przed powrotem generała de Gaulle’a do władzy pełnił jeszcze, prócz piastowania mandatu deputowanego, funkcję wicepremiera w rządzie Guy Molleta.

## V Republika
W roku 1958 Mendès France był – obok Mitterranda i Daladiera – jednym z największych przeciwników powierzenia władzy de Gaulle'owi. Jako jeden z nielicznych głosował przeciwko udzieleniu mu inwestytury 1 czerwca 1958 roku (powiedział wtedy, że czyni to ze ściśniętym sercem). W wyborach tegoż roku stracił mandat, co ponoć zmartwiło generała.
Kilka lat później wstąpił do Zjednoczonej Partii Socjalistycznej (PSU) Michela Rocarda. Z jej ramienia został ponownie wybrany w skład zgromadzenia (1967), ale przegrał rok później. Udzielał poparcia swemu dawnemu ministrowi Mitterrandowi w walce o fotel prezydencki, ale sam nie powrócił już do czynnej działalności politycznej. Opublikował kilkanaście książek.